# Hort von Broighter

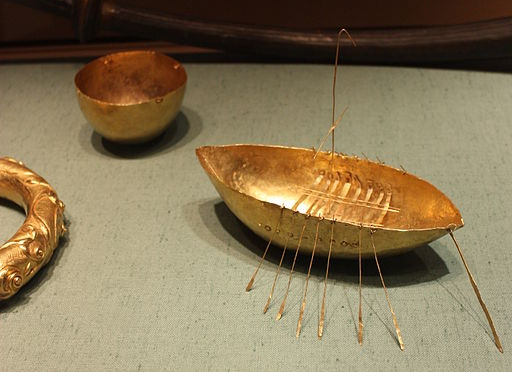
Teile des Hortes von Broighter

Der aus der irischen Eisenzeit stammende Hort von Broighter ist ein siebenteiliger Goldhort von hervorragender Qualität, der im Jahre 1896 beim Pflügen eines Stoppelfeldes im Townland Broighter (irisch Brú Íochtair) am Ufer des Lough Foyle im County Londonderry in Nordirland entdeckt wurde. Der Fund besteht aus ineinander angeordneten Utensilien in Form eines Bootsmodells, zweier Halsketten, einer Schale und drei Torques, von denen einer ein kunstvoll verzierter Puffer-Torque ist.

## Das Boot von Broighter
Das auffälligste Stück ist das kleine Boot, das seine nächste räumliche und zeitliche Entsprechung im Fund der Goldboote vom Torshøj in Dänemark hat. Im irischen Kontext ist es bisher einzigartig und stellt hier die früheste Darstellung eines Segelschiffes dar. Das fein gearbeitete Boot ist 18,4 cm lang, 3,7 cm breit und wiegt etwa 85 g. Das Schiffsmodell enthält Bänke, Dollen, zwei Reihen mit neun Riemen und ein Steuerruder. Dazu gehören drei Gabeln, eine Rah und ein Speer.

## Der Puffer-Torque
Der Puffer-Torque ist ein Meisterwerk der Kunst des Latènestils. Er besteht aus einem hohlen röhrenförmigen Halsring aus gehämmertem Goldblech mit Anschlusspuffern, die mit Goldnadeln befestigt waren. Eine Anzahl ähnlicher Torques ist vom Kontinent bekannt und stammt aus dem 1. Jahrhundert v. Chr. Allerdings weist die reiche Dekoration des Halsrings und der insulare Stil darauf hin, dass er lokal, möglicherweise von einem erfahrenen Handwerker mit Kontakten nach Großbritannien und darüber hinaus, hergestellt wurde. Die Motive scheinen stilisierte Vögel oder Pferde darzustellen, während Richard B. Warner (vom Ulster Museum) vorgeschlagen hat, dass einige Seepferdchen darstellen.

## Bedeutung des Hortes
Die nautische Natur des Hortes und seine Lage direkt am Meer, in einer Gegend, die in der Antike unter Wasser lag, haben zu Spekulationen darüber geführt, dass es sich um eine Opfergabe an eine Wassergottheit, möglicherweise Manannan mac Lir handeln könnte. In alten Legenden ist dieser alte irische Meeresgott mit dem Lough Foyle, einem großen Kessel, Segelschiffen und einem magischen Pferd verbunden, das in der Lage ist, über Land und Meer zu reisen (nach Waddle 1998). 

Funde
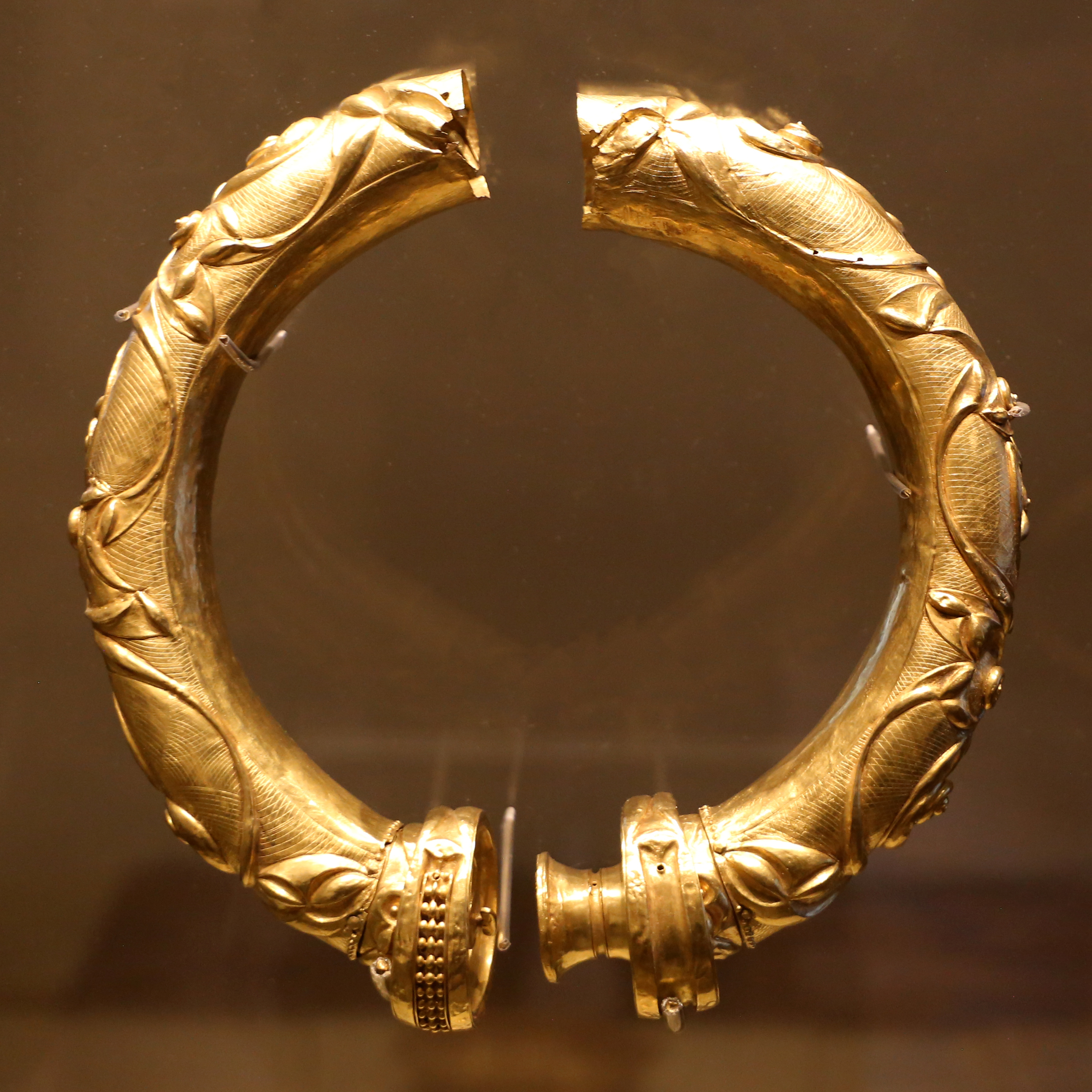
Torques
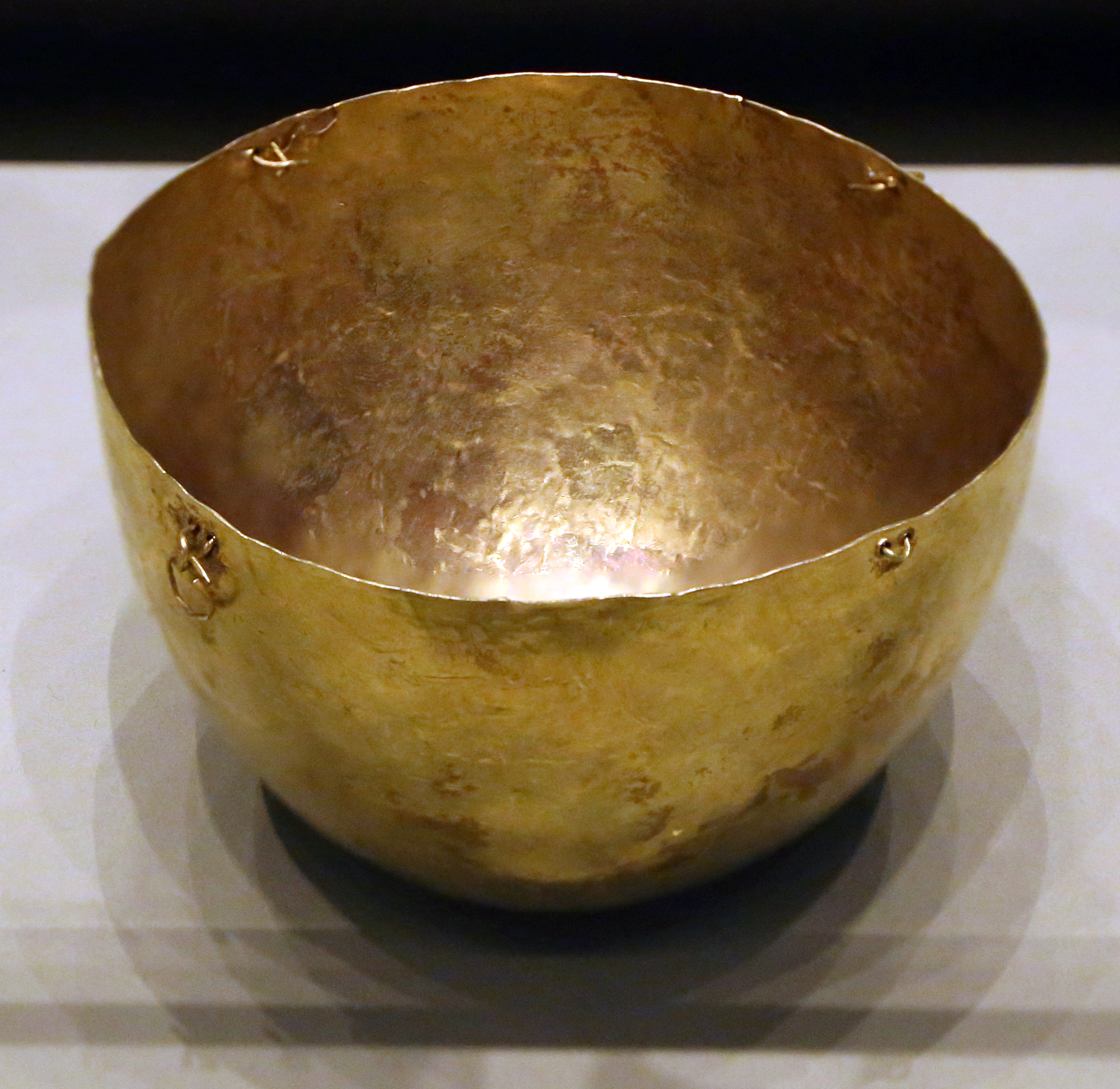
Becher
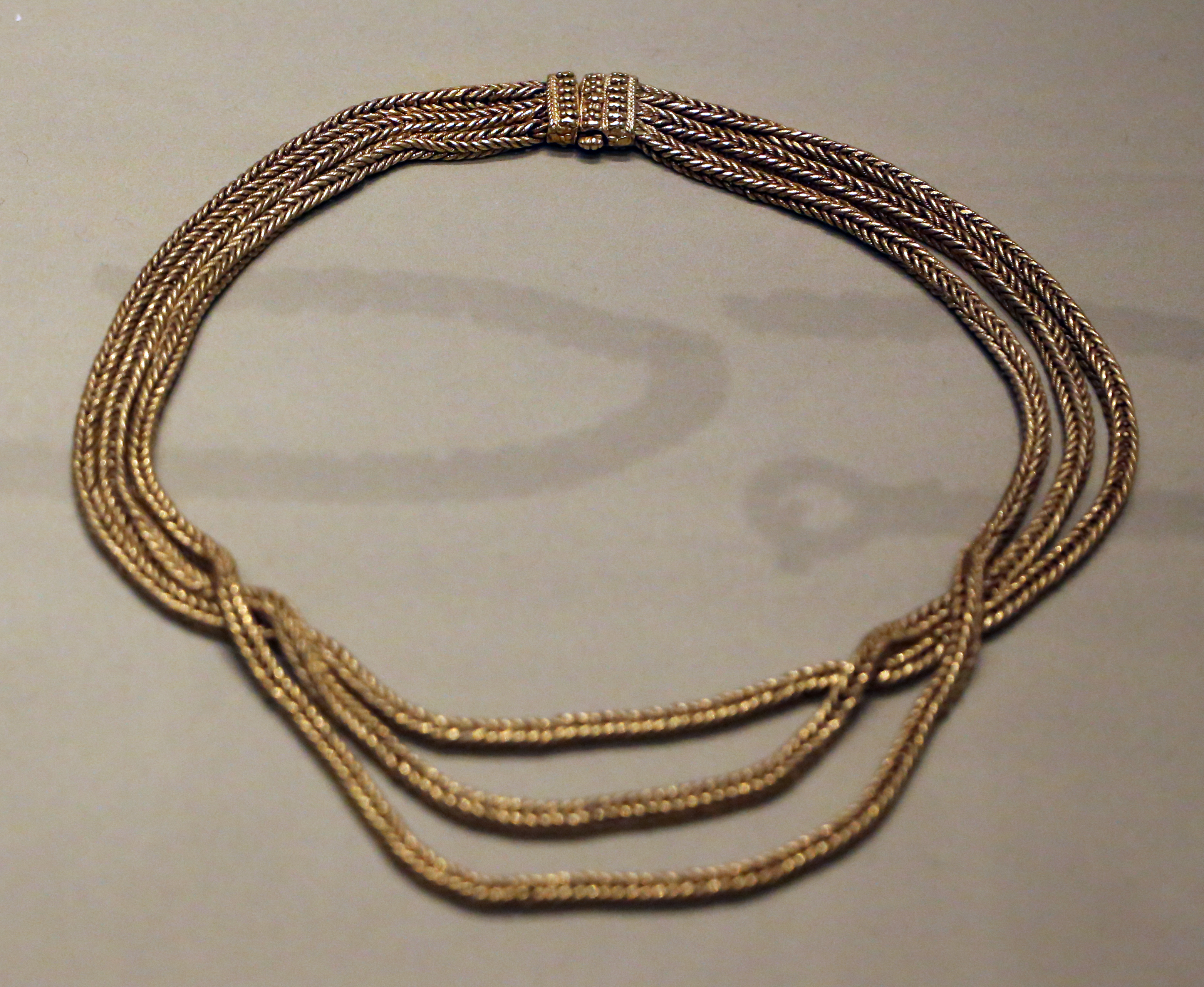
Halskette

Zu den anderen Artefakten aus dem Hort gehören eine kleine Schale aus getriebenem Gold und vier Halsringe. Es ist wahrscheinlich, dass diese Schale einen Kessel darstellt, ein Objekt, das während der Eisenzeit sowohl rituelle als auch rein funktionale Bedeutung gehabt haben könnte. Die beiden Halsketten stammen aus dem Mittelmeerraum und datieren zwischen dem 1. Jahrhundert v. Chr. und 3. Jahrhundert n. Chr. Die gedrehten Torques sind, obwohl wahrscheinlich irischen Ursprungs, verwandt mit Halsringen des 1. Jahrhunderts, die in Großbritannien gefunden wurden. Heute befindet sich der Hort von Broighter im Irischen Nationalmuseum in Dublin, eine originalgetreue Kopie wird im Ulster Museum im nordirischen Belfast ausgestellt.